# Lúcio Andrice Muandula
Lúcio Andrice Muandula (Maputo, 9 de outubro de 1959) é um prelado da Igreja Católica moçambicano, bispo da Xai-Xai.

## Biografia
Foi ordenado sacerdote em 14 de maio de 1989, por Alexandre José Maria dos Santos, arcebispo de Maputo. Foi Vigário Paroquial da Catedral e Secretário e Chanceler da Arquidiocese entre 1989 e 1991, quando se tornou professor de Teologia e Teologia Moral no Seminário Maior "Santo Agostinho" (1991-1992).
Estudou em Roma no Pontifício Instituto Bíblico onde obteve a licenciatura em Sagrada Escritura e na Pontifícia Universidade Gregoriana onde obteve o doutorado em Teologia Bíblica (1992-2003).
De julho de 2003 a julho de 2004 foi pároco da Catedral e professor no Seminário Teológico "São Pio X".
Eleito bispo de Xai-Xai pelo Papa João Paulo II em 12 de julho de 2004, foi consagrado em 24 de outubro por Alexandre José Maria dos Santos, O.F.M., arcebispo-emérito de Maputo, assistido por Francisco Chimoio, O.F.M. Cap., arcebispo de Maputo e por Júlio Duarte Langa, seu antecessor. Fez sua entrada na Diocese em 7 de novembro.
Em 2007 e em 2015, fez visitas ad limina, ao Papa Bento XVI e Papa Francisco, respectivamente.
É o atual primeiro vice-presidente do Simpósio das Conferências Episcopais da África e Madagascar.